# Châteauneuf-sur-Cher
Châteauneuf-sur-Cher ist eine französische Gemeinde mit etwa 1362 Einwohnern (Stand 1. Januar 2022) im Département Cher in der Region Centre-Val de Loire. Sie gehört zum Arrondissement Saint-Amand-Montrond und zum Kanton Trouy.

## Bevölkerungsentwicklung
- 1962: 1701
- 1968: 1783
- 1975: 1722
- 1982: 1657
- 1990: 1645
- 1999: 1614
- 2012: 1481
- 2018: 1455

## Verkehr
Châteauneuf-sur-Cher hat einen Bahnhof an der Bahnstrecke Bourges–Miécaze.

## Persönlichkeiten
- François Ernest Mallard, Wissenschaftler
- Delphine Portier, Künstlerin
- François-Joseph Terrasse Desbillons, Jesuit und Dichter von Fabeln